# Wilson (New York)
Wilson è una città (town) statunitense sita nella contea di Niagara, appartenente allo stato di New York.
Nel 2010 contava 5 993 abitanti su una superficie di 133 km².
Non va confusa con l'omonimo villaggio, ricompreso nel territorio della città stessa.

## Storia

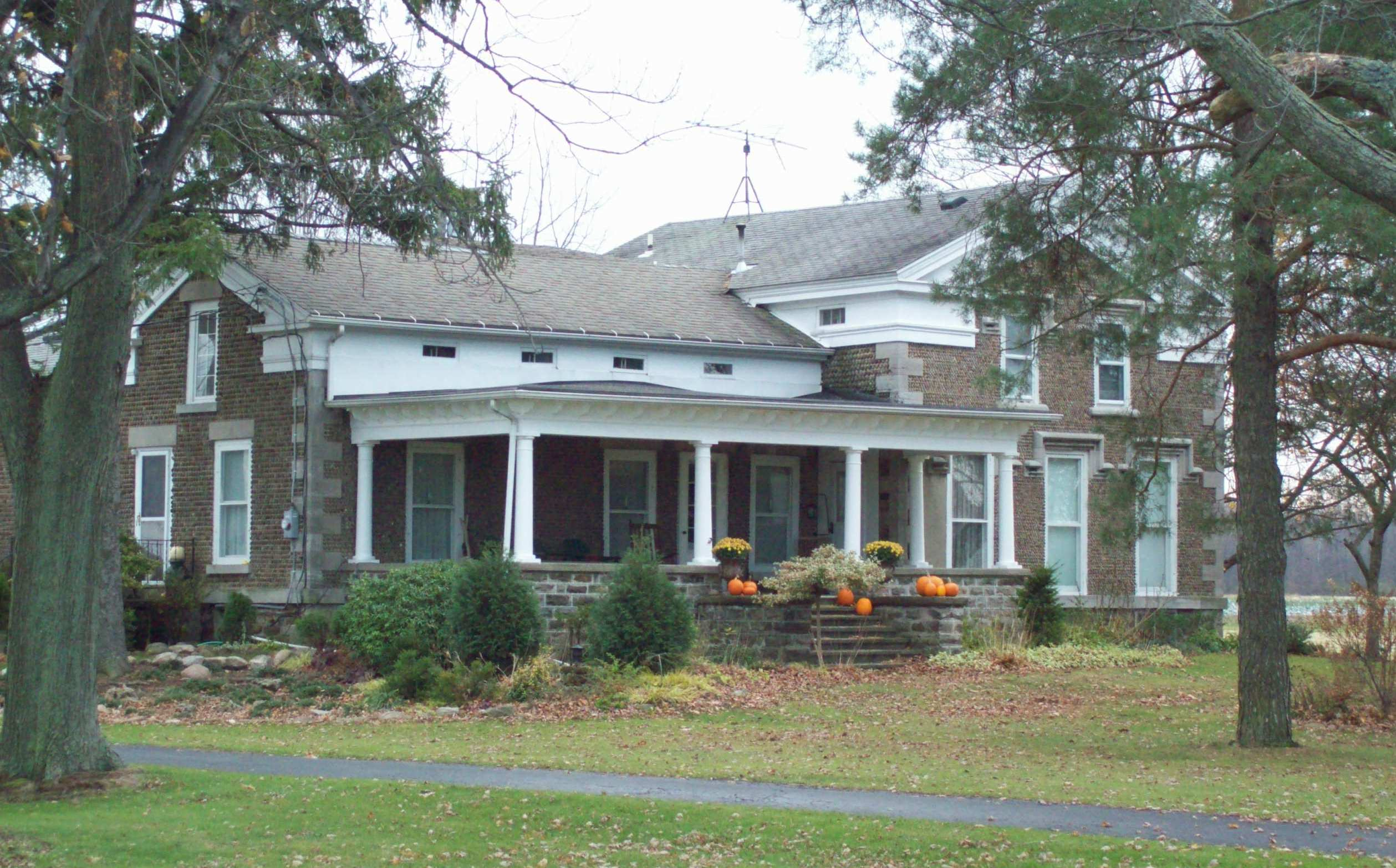
La Morse Cobblestone Farmhouse

La città di Wilson fu fondata nel 1818. Il suo nome dovrebbe provenire da un certo Reuben Wilson.
Nella città vi è l'edificio Morse Cobblestone Farmhouse, che nel 2010 è stata inserita nel Registro nazionale delle località storiche.

## Località confinanti
- Porter - nord
- Lewiston - sudovest
- Newfane - est
- Cambria - sud
- Lago Ontario – ovest